# Suchodół (Gmina Iłów)
Pour les articles homonymes, voir Suchodół.
Suchodół  [suˈxɔduu̯] est un village polonais de la gmina d'Iłów dans le powiat de Sochaczew et dans le voïvodie de Mazovie.
Il se situe à environ 6 kilomètres au nord-ouest d'Iłów, à 24 kilomètres au nord-ouest de Sochaczew et à 71 kilomètres à l'ouest de Varsovie.